# Жовтий осот болотяний
Жовтий осот болотний, жовтий осот болотяний (Sonchus palustris) — вид трав'янистих рослин родини айстрові (Asteraceae), поширений у Європі й Азії. Етимологія: лат. palustris — «болотний».

## Опис
Багаторічна трав'яниста рослина заввишки 100–175(350) см. Коріння коротке. Листки при основі з гострими вушками, що стріловидно розходяться. Сім'янки жовтуваті, з сильно опуклим середнім ребром на кожній стороні. Чубчик з білих або іноді жовто-білих м'яких волосків, які легко опадають. Обгортки і гілочки суцвіть густо вриті короткими чорнуватими залозистими волосками. Квіти жовті. Кошики з 75 квіток. Суцвіття щиткоподібні або щиткоподібно-волотисті. 2n = 18.

## Поширення
Азія: Синьцзян, Казахстан, Киргизстан, Росія, Таджикистан, Туркменістан, Узбекистан, Вірменія, Грузія, Азербайджан, Туреччина; Європа: Андорра, Австрія, Білорусь, Бельгія, Болгарія, Хорватія, Чехія, Данія, Фарерські острови, Фінляндія, Франція, Гібралтар, Ватикан, Угорщина, Ісландія, Італія, Латвія, Ліхтенштейн, Литва, Люксембург, Молдова, Монако, Нідерланди, Норвегія, Польща, Португалія, Румунія, Російська Федерація, Сан-Марино, Сербія, Словаччина, Іспанія, Швеція, Швейцарія, Україна, Велика Британія. Введено: Канада (Онтаріо). Зростає біля річок на вологих, торф'яних або мулистих ґрунтах, багатих азотом, у канавах на вологих полях; також рослина помірно стійка до солоних умов.
В Україні зростає на болотах і заболочених місцях майже по всій території; у Криму (гора Чатирдаг) — дуже рідко.

## Галерея

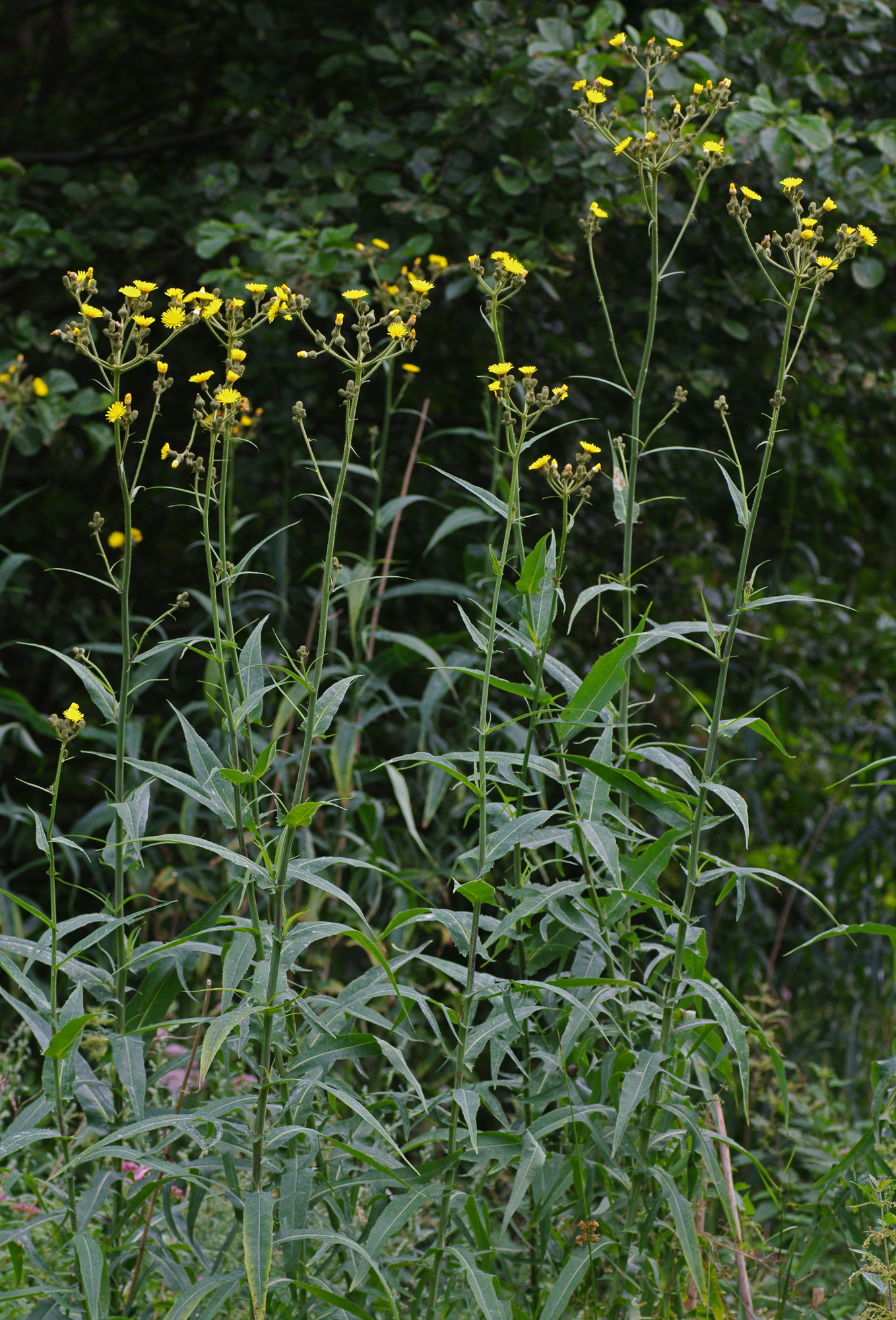
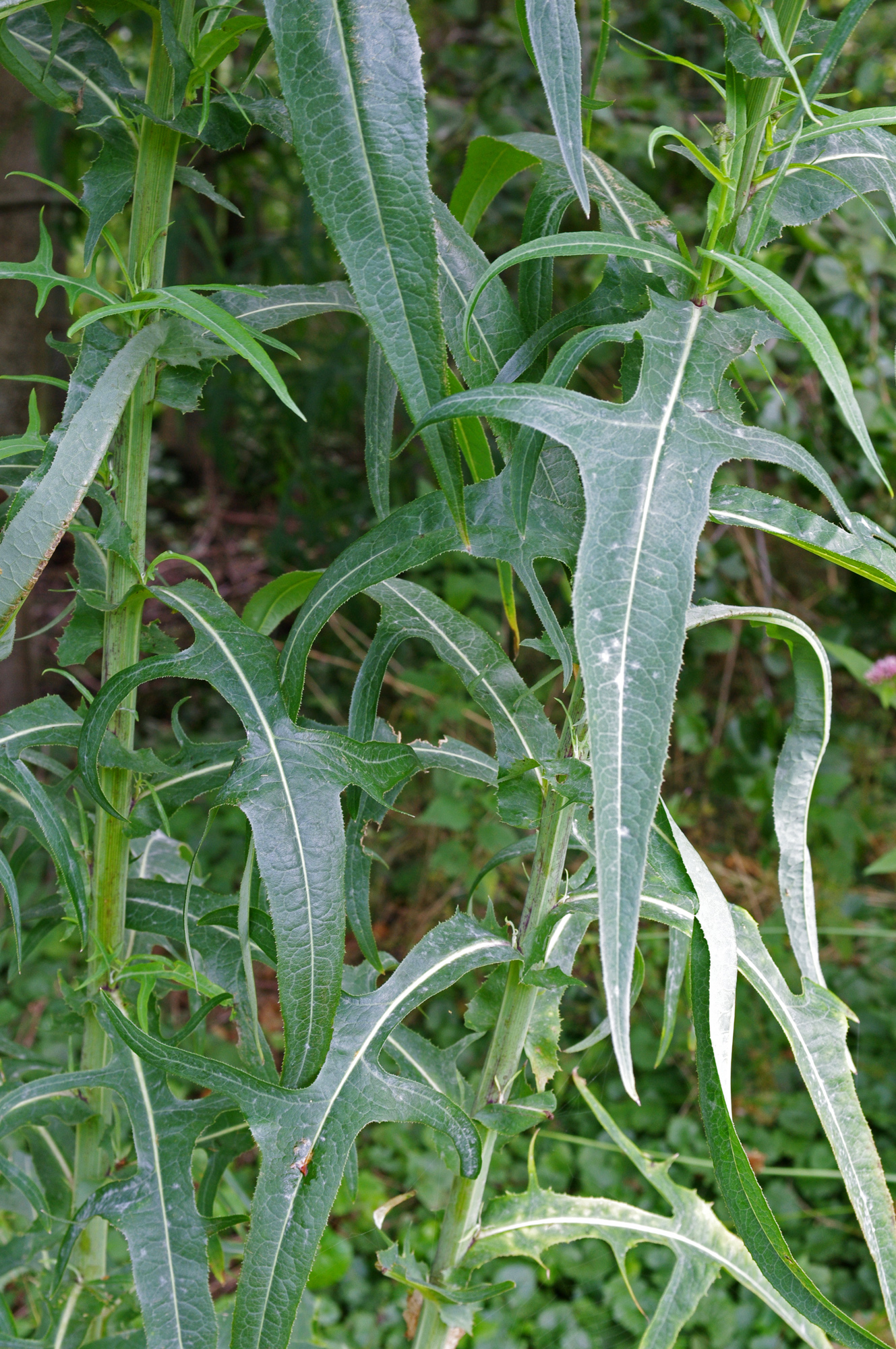
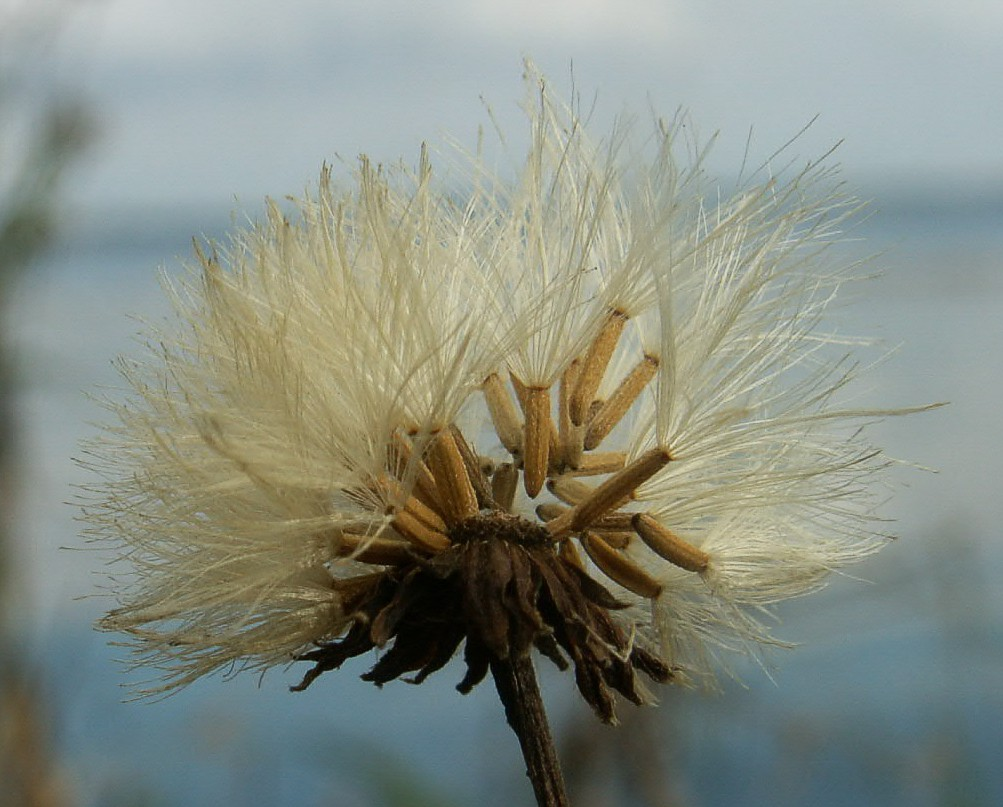
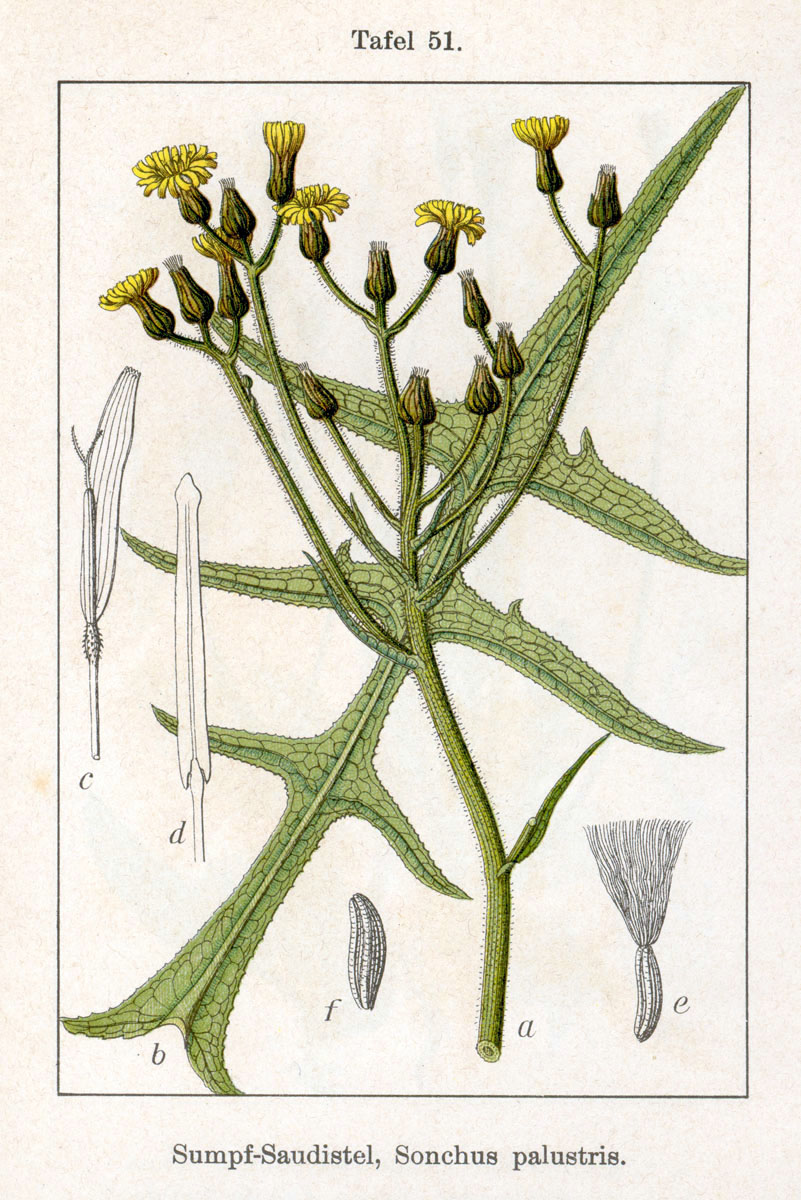